# Dave Reid
David William "Dave" Reid, född 15 maj 1964, är en kanadensisk före detta professionell ishockeyspelare som tillbringade 18 säsonger i den nordamerikanska ishockeyligan National Hockey League (NHL), där han spelade för ishockeyorganisationerna Boston Bruins, Toronto Maple Leafs, Dallas Stars och Colorado Avalanche. Han producerade 369 poäng (165 mål och 204 assists) samt drog på sig 253 utvisningsminuter på 961 grundspelsmatcher. Reid har tidigare spelat på lägre nivåer för Hershey Bears, Moncton Golden Flames, Maine Mariners och Providence Bruins i American Hockey League (AHL) och Peterborough Petes i Ontario Hockey League (OHL).
Han draftades i tredje rundan i 1982 års draft av Boston Bruins som 60:e spelare totalt
Reid vann Stanley Cup med Dallas Stars för säsong 1998-1999 och med Colorado Avalanche för säsong 2000-2001.
Efter spelarkarriären arbetar han som studioexpert i NHL:s egenproducerade ligasändningar och mellan 2010 och 2012 var han general manager för sitt gamla juniorlag Peterborough Petes.

## Statistik
| 1979–1980  | Royal York Royals           | OPJHL      | 41  | 4   | 7   | 11  | 93  | —   | — | —  | —  | —  |
| 1980–1981  | Mississauga Reps Midget AAA | GTHL       | 39  | 21  | 28  | 49  | —   | —   | — | —  | —  | —  |
|            | Dixie Beehives              | OPJHL      | 4   | 2   | 3   | 5   | 0   | —   | — | —  | —  | —  |
| 1981–1982  | Peterborough Petes          | OHL        | 68  | 10  | 32  | 42  | 41  | 9   | 2 | 3  | 5  | 11 |
| 1982–1983  | Peterborough Petes          | OHL        | 70  | 23  | 34  | 57  | 33  | 4   | 3 | 1  | 4  | 0  |
| 1983–1984  | Boston Bruins               | NHL        | 8   | 1   | 0   | 1   | 2   | —   | — | —  | —  | —  |
|            | Peterborough Petes          | OHL        | 60  | 33  | 64  | 97  | 12  | —   | — | —  | —  | —  |
| 1984–1985  | Boston Bruins               | NHL        | 35  | 14  | 13  | 27  | 27  | 5   | 1 | 0  | 1  | 0  |
|            | Hershey Bears               | AHL        | 43  | 10  | 14  | 24  | 6   | —   | — | —  | —  | —  |
| 1985–1986  | Boston Bruins               | NHL        | 37  | 10  | 10  | 20  | 10  | —   | — | —  | —  | —  |
|            | Moncton Golden Flames       | AHL        | 26  | 14  | 18  | 32  | 4   | —   | — | —  | —  | —  |
| 1986–1987  | Boston Bruins               | NHL        | 12  | 3   | 3   | 6   | 0   | 2   | 0 | 0  | 0  | 0  |
|            | Moncton Golden Flames       | AHL        | 40  | 12  | 22  | 34  | 23  | 5   | 0 | 1  | 1  | 0  |
| 1987–1988  | Boston Bruins               | NHL        | 3   | 0   | 0   | 0   | 0   | —   | — | —  | —  | —  |
|            | Maine Mariners              | AHL        | 63  | 21  | 37  | 58  | 40  | 10  | 6 | 7  | 13 | 0  |
| 1988–1989  | Toronto Maple Leafs         | NHL        | 77  | 9   | 21  | 30  | 22  | —   | — | —  | —  | —  |
| 1989–1990  | Toronto Maple Leafs         | NHL        | 70  | 9   | 19  | 28  | 9   | 3   | 0 | 0  | 0  | 0  |
| 1990–1991  | Toronto Maple Leafs         | NHL        | 69  | 15  | 13  | 28  | 18  | —   | — | —  | —  | —  |
| 1991–1992  | Boston Bruins               | NHL        | 43  | 7   | 7   | 14  | 27  | 15  | 2 | 5  | 7  | 4  |
|            | Maine Mariners              | AHL        | 12  | 1   | 5   | 6   | 4   | —   | — | —  | —  | —  |
| 1992–1993  | Boston Bruins               | NHL        | 65  | 20  | 16  | 36  | 10  | —   | — | —  | —  | —  |
| 1993–1994  | Boston Bruins               | NHL        | 83  | 6   | 17  | 23  | 25  | 13  | 2 | 1  | 3  | 2  |
| 1994–1995  | Boston Bruins               | NHL        | 38  | 5   | 5   | 10  | 10  | 5   | 0 | 0  | 0  | 0  |
|            | Providence Bruins           | AHL        | 7   | 3   | 0   | 3   | 0   | 7   | 0 | 0  | 0  | 6  |
| 1995–1996  | Boston Bruins               | NHL        | 63  | 23  | 21  | 44  | 4   | 5   | 0 | 2  | 2  | 2  |
| 1996–1997  | Dallas Stars                | NHL        | 82  | 19  | 20  | 39  | 10  | 7   | 1 | 0  | 1  | 4  |
| 1997–1998  | Dallas Stars                | NHL        | 65  | 6   | 12  | 18  | 14  | 5   | 0 | 3  | 3  | 2  |
| 1998–1999  | Dallas Stars                | NHL        | 73  | 6   | 11  | 17  | 16  | 23  | 2 | 8  | 10 | 14 |
| 1999–2000  | Colorado Avalanche          | NHL        | 65  | 11  | 7   | 18  | 28  | 17  | 1 | 3  | 4  | 0  |
| 2000–2001  | Colorado Avalanche          | NHL        | 73  | 1   | 9   | 10  | 21  | 18  | 0 | 4  | 4  | 6  |
| NHL totalt | NHL totalt                  | NHL totalt | 961 | 165 | 204 | 369 | 253 | 118 | 9 | 26 | 35 | 34 |
| AHL totalt | AHL totalt                  | AHL totalt | 191 | 61  | 96  | 157 | 77  | 15  | 6 | 8  | 14 | 0  |
| OHL totalt | OHL totalt                  | OHL totalt | 198 | 66  | 130 | 196 | 86  | 13  | 5 | 4  | 9  | 11 |